# Coupe Astor 1915
La Coupe Astor 1915 ou I Astor Cup Race est un Grand Prix qui s'est tenu sur le circuit de Sheepshead Bay Speedway le 9 octobre 1915.

## Classement de la course
| Pos. | Grille | Pilote          | Châssis    | Tours | Temps/Abandon         |
| ---- | ------ | --------------- | ---------- | ----- | --------------------- |
| 1    | 5      | Gil Andersen    | Stutz      | 75    | 3 h 24 min 42 s 1     |
| 2    | 6      | Tom Rooney      | Stutz      | 75    | + 57 s 0              |
| 3    | 10     | Eddie O'Donnell | Duesenberg | 75    | + 17 min 13 s         |
| 4    | 20     | Tom Alley       | Duesenberg | 75    | + 23 min 21 s 2       |
| 5    | 17     | Pete Henderson  | Duesenberg | 75    | + 23 min 44 s 2       |
| 6    | 19     | Carl Limberg    | Delage     | 75    | + 33 min 5 s 3        |
| 7    | 4      | Bob Burman      | Peugeot    | 173   | Transmission          |
| 8    | 13     | Ora Haibe       | Duesenberg | 149   | + 25 min 1 s 22 Flag  |
| 9    | 11     | Ira Vail        | Mulford    | 137   | + 26 min 21 s 17 Flag |
| 10   | 14     | Willie Haupt    | Duesenberg | 127   | Disqualified          |
| 11   | 2      | Johnny Aitken   | Peugeot    | 121   |                       |
| 12   | 105    | Ralph DePalma   | Stutz      | 105   | Piston                |

- Légende: Abd.=Abandon - Dsq.=Disqualifié - Np.=Non partant.

## Pole position et record du tour
- Pole position :
- Meilleur tour en course :